# Myhl
Myhl [ˈmiːl] ist ein Ortsteil der Stadt Wassenberg im Kreis Heinsberg in Nordrhein-Westfalen und hat etwa 2700 Einwohner. Es gibt in Myhl eine katholische Grundschule und zwei Kindergärten. Entlang des kleinen Tals siedelten sich hier die Menschen an. Mit der Zeit wurden auch die Hänge besiedelt.

## Lage
Myhl liegt ähnlich wie das benachbarte Altmyhl in einem Nebental der Rur zwischen Gerderath und Wassenberg und gehört zum Wassenberger Riedelland. Der höchste Punkt liegt etwa bei 95 Metern über NN. Der Myhler Bach ist heute weitgehend verrohrt, durchzieht jedoch die gesamte Ortschaft entlang der St.-Johannes-Straße und fließt am Ortsausgang durch Mittel- und Niederterrasse in Richtung Rur. Wegen der deutlichen Höhenunterschiede hat diese Landschaft den Namen „Myhler Schweiz“.

## Geschichte

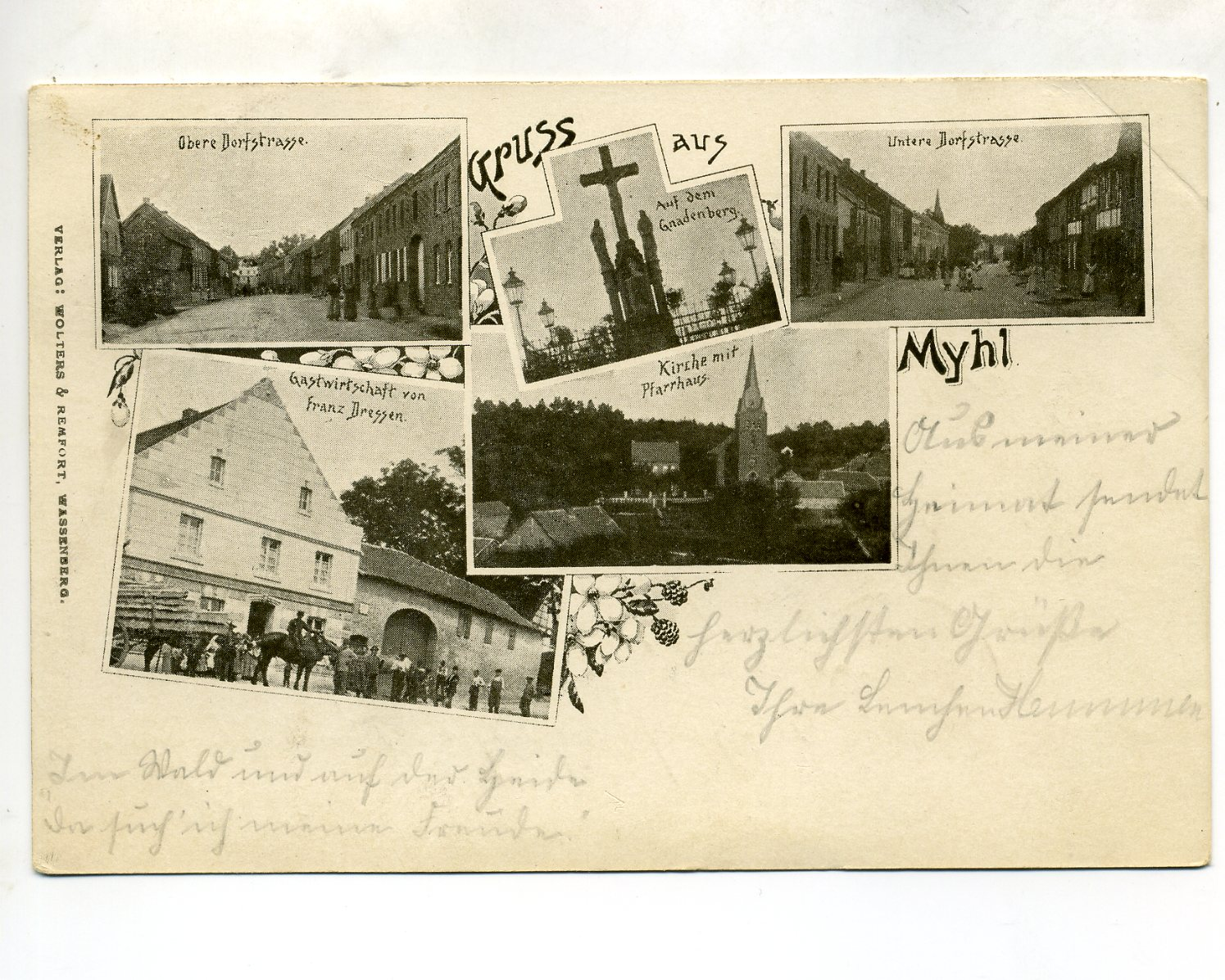
Historische Postkarte aus dem Jahr 1903

Im Jahr 1269 wurde der Ort erstmals urkundlich erwähnt. Der Originaltext lautet: „Waleramus dux de Lemburch et Jutta ducissa bona in Milen, que a nobis Johannes de Orsbeke tenebat.“ Dies bedeutet: „Walram, Herzog von Limburg und Jutta, Herzogin, haben Güter in Myhl freigegeben, die Johannes von Orsbeck von uns besitzt.“ Die politisch selbständige Bürgermeisterei Myhl ist jedoch erst von den Franzosen kurz vor der Jahrhundertwende (1799) eingerichtet worden. Aus der Bürgermeisterei Myhl wurde später das Amt Myhl, das bis zur Kommunalreform 1972 bestand und anschließend verwaltungsmäßig der Stadt Wassenberg zugeordnet wurde.

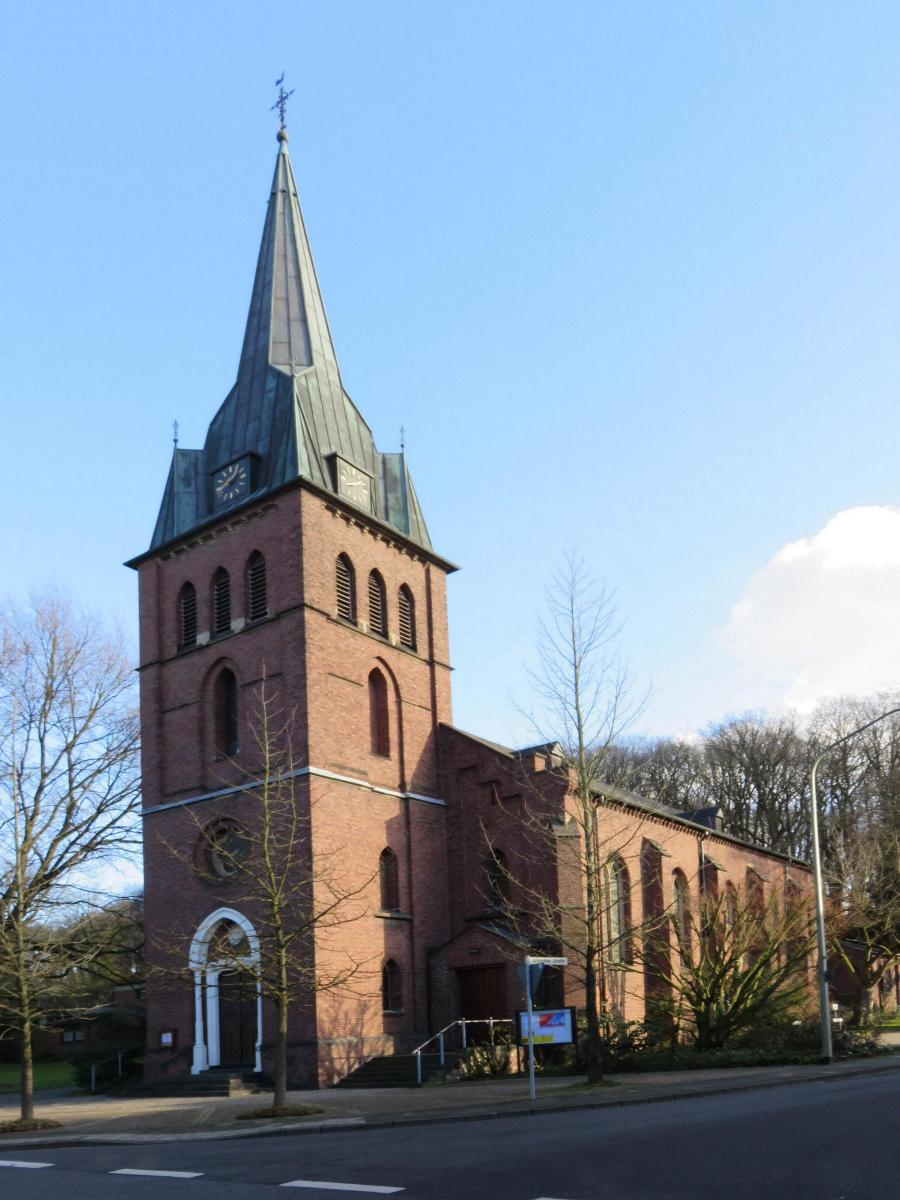
Kirche St. Johannes Baptist

Ortsgeschichtlich ist Altmyhl (heute Stadt Hückelhoven) mit (Neu-)Myhl verflochten. Die Ortschaften liegen etwa einen Kilometer entfernt voneinander in zwei Nebentälern des Rurtales. Die Nebentäler, die von zwei Bächen durchzogen sind, waren in früheren Jahrhunderten sehr feucht. In Myhl ist der Bach heute innerhalb des Ortes kanalisiert und außerhalb als offener Graben in ein Vorflutsystem einbezogen. Auf eine Stiftung im Jahre 1360 zurückgehend, existierte in Myhl von 1475 bis 1802 ein Kloster der Franziskanerinnen, das zu der großen Hofanlage „St. Johannestal“ gehörte und unter Napoleon aufgelöst wurde. Das Rheinland – und damit auch die Gemeinde Myhl – stand von 1794 bis 1815 unter französischer Verwaltung. Die neugotische Myhler Pfarrkirche wurde 1877 erbaut.
Der Ursprung des Ortsnamens ist ungewiss. Eine Vermutung ist, dass der Name Myhl einen keltischen oder germanischen Ursprung hat. In der keltischen und germanischen Sprache wurden Bäche häufig mit mel oder mil bezeichnet, woraus im Laufe der Zeit Myhl entstanden ist. Im 19. und beginnenden 20. Jahrhundert förderte die regionale Textilindustrie die Hausweberei im ursprünglich landwirtschaftlich geprägten Ort. Weitere industrielle Impulse gingen vom Hückelhovener Bergbau aus. So stieg von 1925 bis 1933 die Bevölkerungszahl von 1075 auf 1327.
Der weiße Treibsand, der in Myhl an vielen Stellen schon dicht unter der Erdoberfläche zu finden ist (tertiäre Meeressande), ermöglichte im 19. Jahrhundert manchem Myhler einen bescheidenen Broterwerb. Den ganz feinen Sand verkaufte man in den Nachbarorten von der Schubkarre aus (5 Pfennig für 1 Spennsche (ca. 5 l)). Er wurde am Wochenende in den Wohnstuben gestreut. Der Fußboden bestand zunächst aus gestampftem Lehm und wurde später durch ungestrichene Bretter ersetzt. Der Sand sorgte mit dafür, dass der Holzfußboden schön weiß blieb. Das Hasendenkmal am Floriansplatz wurde 1974 durch den Erkelenzer Bildhauer Peter Haak erstellt.
Am 1. Januar 1972 wurde die bis dahin selbständige im Kreis Erkelenz gelegene Gemeinde Myhl in die Gemeinde Wassenberg eingegliedert.

## Wappen

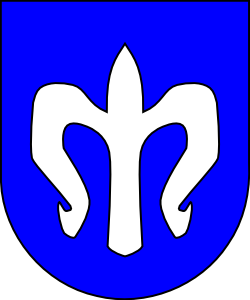
Ehemaliges Gemeindewappen

Blasonierung: „Im blauen Feld ein als Lilie stilisiertes silbernes M.“
Das Myhler Wappen ist eine Neuschöpfung, die den Anfangsbuchstaben des Ortes in den Mittelpunkt stellt. Das Wappen wurde mit Urkunde des Innenministers NRW vom 4. Juni 1958 verliehen.

## Sehenswürdigkeiten
- neugotische katholische Pfarrkirche von 1877
- Myhler Schweiz

## Verkehr
Die AVV-Buslinien 405, 407 und SB1 der WestVerkehr verbinden Myhl mit Wassenberg, Erkelenz, Geilenkirchen und Heinsberg. 
Zudem verkehrt der Multi-Bus seit dem 9. Juni 2024 kreisweit erweitert und zu einheitlichen Bedienzeiten. Mehr Informationen gibt es bei WestVerkehr.
Seit Juni 2024 verkehrt außerdem die Stadtbuslinie WA2 und sorgt für eine bessere Verbindung von und nach Wassenberg.
| Linie | Verlauf |
| ----- | --- |
| 405   | Erkelenz Bf – (Erkelenz ZOB –) (Grambusch – Schwanenberg – Gerderhahn –) Gerderath – Myhl – Wassenberg – Birgelen – Schloss Elsum – Effeld – Steinkirchen – Ophoven – Kempen – Karken – Heinsberg Busbf (– Heinsberg Agentur für Arbeit) |
| 407   | (Myhl –) Gerderath – Altmyhl – Ratheim – Millich – Hückelhoven (– Hilfarth – Himmerich – Randerath Bf – (Hoven – Kraudorf –) Nirm – Kogenbroich – Müllendorf – Süggerath Mühlenkamp – Geilenkirchen Bf)                                  |
| SB1   | Schnellbus: Erkelenz Bf – Erkelenz Burg / Erkelenz ZOB – Gerderath – Myhl – Wassenberg – Orsbeck – Unterbruch – Heinsberg Busbf – (Schleiden –) Rischden – Geilenkirchen Bf                                                              |
| WA2   | (Stadtbus Wassenberg) Wassenberg ZOB – Myhl |

## Karneval
Myhl hat einen Karnevalsverein, den MKV, der im Jahr 1967 gegründet wurde. Das Symbol des Myhler Karnevals ist der Sankhaas. Der Narrenruf der Myhler Jecken lautet konsequenterweise auch „Sankhaas höpp höpp!“.

## Vereine
- Mandolinenspielschar Myhl 1950
- Kirchenchor Cäcilie Myhl
- Quartettverein 1927 Myhl e. V.
- Trommler- und Pfeifercorps "Rheinland" Myhl 1900 e. V.
- Musikverein 1927 Myhl e. V.
- SC 1920 Myhl (Fußball)
- SC Myhl Leichtathletik e. V. (Gründung 1997)
- TTF 1997 Füchse Myhl e. V. (Tischtennis)
- Heimatring Myhl-Altmyhl e. V.
- St. Johannes Schützenbruderschaft 1722 Myhl e. V.
- Schieß-Sport-Freunde Myhl e. V.
- BSC Silberpfeil Myhl e. V. (Gründung 1978)